# Réserve naturelle provinciale Smokey Head/White Bluff
La réserve naturelle provinciale Smokey Head/White Bluff (anglais : Smokey Head/White Bluff Provincial Nature Reserve) est une réserve naturelle de l'Ontario (Canada situé dans le comté de Bruce. Elle est située dans la réserve de biosphère de l'Escarpement du Niagara.